# Chester Arthur
Chester Alan Arthur (Fairfield, Vermont, 5 oktober 1829 – New York, New York, 18 november 1886) was van 1881 tot 1885 de 21e president van de Verenigde Staten. Hij was lid van de Republikeinse Partij.
Arthur werd geboren als zoon van een uit Ierland geëmigreerde baptistenpredikant. In 1848 studeerde hij af aan Union College in Schenectady. Daarna was hij actief in het onderwijs en de advocatuur. Als 24-jarige advocaat verdedigde hij in 1854 Elizabeth Jennings, een jonge zwarte vrouw wie op zondagmorgen de toegang tot de nieuwe tram in New York was geweigerd vanwege haar huidskleur. Arthur won het proces dat de vrouw had aangespannen. Ze kreeg een schadevergoeding en de segregatie op de trams van New York werd afgeschaft.
Tijdens de Amerikaanse Burgeroorlog diende hij in een logistieke eenheid van zijn thuisstad New York. Hij bereikte de rang van kwartiermeester-generaal. Van 1871 tot 1878 was hij belastingontvanger in de haven van New York. In 1881 werd hij vicepresident, naast president James Garfield. Het was Arthurs eerste verkozen ambt. Garfield overleed op 19 september 1881 na een moordaanslag, waardoor de onervaren Arthur onverwacht president werd.
Arthurs presidentschap kenmerkte zich door belangrijke maatschappelijke hervormingen, zoals het uitschrijven van open en eerlijke examens voor belangrijke benoemingen. Hierdoor staat Arthur als president vrij goed aangeschreven. In 1884 probeerde hij tevergeefs door zijn partij genomineerd te worden voor een tweede termijn, hoewel hij toen al wist dat hij aan een dodelijke leverziekte leed. Arthur overleed in 1886 in zijn huis in New York. Hij is begraven op het Albany Rural Cemetery, eveneens in New York.

## Kabinetsleden onder Arthur

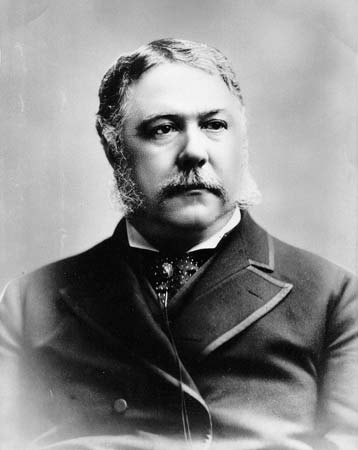
Portret

| Kabinetsleden           | Ministerie         | Periode     | Bijzonderheden                                      |
| ----------------------- | ------------------ | ----------- | --------------------------------------------------- |
| James Blaine            | Buitenlandse Zaken | 1881        | Idem onder Garfield + B.Harrison                    |
| Samual Kirkwood         | Binnenlandse Zaken | 1881 - 1882 | Idem onder Garfield                                 |
| Robert Todd Lincoln     | Oorlog             | 1881 - 1885 | Idem onder Garfield                                 |
| William Windom          | Financiën          | 1881        | Idem onder Garfield + B.Harrison                    |
| Wayne McVeagh           | Justitie           | 1881        | Idem onder Garfield                                 |
| William H. Hunt         | Marine             | 1881 - 1882 | Idem onder Garfield                                 |
| Thomas James            | Posterijen         | 1881 - 1882 | Idem onder Garfield                                 |
| Frederick Frelinghuysen | Buitenlandse Zaken | 1881 - 1885 |                                                     |
| Charles Folger          | Financiën          | 1881 - 1884 |                                                     |
| Henry Teller            | Binnenlandse Zaken | 1882 - 1885 |                                                     |
| Benjamin Brewster       | Justitie           | 1882 - 1885 |                                                     |
| William Chandler        | Marine             | 1882 - 1885 |                                                     |
| Timothy Howe            | Posterijen         | 1882 - 1883 |                                                     |
| Walter Gresham          | Posterijen         | 1883 - 1884 | Minister van Buitenlandse Zaken onder Cleveland (2) |
|                         | Financiën          | 1884        |                                                     |
| Frank Hatton            | Posterijen         | 1884 - 1885 |                                                     |
| Hugh McCulloch          | Financiën          | 1884 - 1885 | Idem onder Lincoln + Johnson                        |

- Bibliothèque nationale de France: cb12034874s (data)
- Gemeinsame Normdatei: 118646001
- International Standard Name Identifier: 0000 0000 7146 9990
- Library of Congress Control Number: n50002601
- Nationale Bibliotheek van Letland: 000185462
- National Archives and Records Administration: 10581802
- Nationale Bibliotheek van Tsjechië: xx0105916
- Nationale bibliotheek van Australië: 35076510
- Nationale Bibliotheek van Israël: 987007257824005171
- Nederlandse Thesaurus van Auteursnamen: 118694839
- SNAC: w6w778qp
- Système universitaire de documentation: 028531329
- Trove: 819568
- Biographical Directory of the United States Congress: A000303
- Virtual International Authority File: 35249995
- WorldCat: E39PBJdWVCPt6mdCThT3VDPWjC

Washington ·
J. Adams ·
Jefferson ·
Madison ·
Monroe ·
J.Q. Adams ·
Jackson ·
Van Buren ·
W.H. Harrison ·
Tyler ·
Polk ·
Taylor ·
Fillmore ·
Pierce ·
Buchanan ·
Lincoln ·
A. Johnson ·
Grant ·
Hayes ·
Garfield ·
Arthur ·
Cleveland ·
B. Harrison ·
Cleveland ·
McKinley ·
T. Roosevelt ·
Taft ·
Wilson ·
Harding ·
Coolidge ·
Hoover ·
F.D. Roosevelt ·
Truman ·
Eisenhower ·
Kennedy ·
L.B. Johnson ·
Nixon ·
Ford ·
Carter ·
Reagan ·
G.H.W. Bush ·
Clinton ·
G.W. Bush ·
Obama ·
Trump · 
Biden ·
Trump
Adams ·
Jefferson ·
Burr ·
Clinton ·
Gerry ·
Tompkins ·
Calhoun ·
Van Buren ·
R.M. Johnson ·
Tyler ·
Dallas ·
Fillmore ·
King ·
Breckinridge ·
Hamlin ·
A. Johnson ·
Colfax ·
Wilson ·
Wheeler ·
Arthur ·
Hendricks ·
Morton ·
Stevenson ·
Hobart ·
Roosevelt ·
Fairbanks ·
Sherman ·
Marshall ·
Coolidge ·
Dawes ·
Curtis ·
Garner ·
Wallace ·
Truman ·
Barkley ·
Nixon ·
L.B. Johnson ·
Humphrey ·
Agnew ·
Ford ·
Rockefeller ·
Mondale ·
Bush ·
Quayle ·
Gore ·
Cheney ·
Biden ·
Pence ·
Harris ·
Vance